# Pljumbum, ili Opasnaja igra
Pljumbum, ili Opasnaja igra (russisk: Плюмбум, или опасная игра) er en sovjetisk spillefilm fra 1987 af Vadim Abdrasjitov.

## Medvirkende
- Anton Androsov som Ruslan 'Pljumbum' Tjutko
- Jelena Dmitrijeva som Sonja
- Jelena Jakovleva som Marija
- Zoja Lirova
- Aleksandr Pasjutin
- Vladimir Steklov